# Джон, Крис
Йоханес-Кристиан Джон (англ. Yohannes Christian John) более известный как Крис Джон (англ. Chris John; род. 14 сентября 1979, Джакарта) — индонезийский боксёр-профессионал, выступающий в полулёгкой (Featherweight) весовой категории. Чемпион мира (по версия Всемирного боксёрского ассоциации (ВБА, WBA), 2003—2013).

## Профессиональная карьера
В 1998 году Крис Джон дебютировал на профессиональном ринге. В 1999 году завоевал титул чемпиона Индонезии в полулёгком весе.
В 2001 году титул чемпиона Азии по версии PABA.
26 сентября 2003 года победил раздельным решением венесуэльца, Оскара Леона, и завоевал титул временного чемпиона мира по версии WBA.
В следующем бою завоевал титул полноценного чемпиона мира, победив японца, Осаму Сато. Затем свёл в ничью бой с венесуэльцем Хосе Райасом.
22 апреля 2004 года уверенно победил по очкам американца, Деррика Гейнера.
В марте 2006 года победил в чемпионском бою известного мексиканца, Хуана Мануэля Маркеса.
В 2007 году снова встретился с Хосе Райасом, и победил его по очкам.
В феврале 2009 года свёл в ничью бой с Рокки Хуаресом. В этом же году взял реванш по очкам, и завоевал титул суперчемпиона WBA.
В 2013 году провёл восемнадцатую защиту титула, которую свёл в ничью техническим решением в бою с японцем Сотоши Хосото.
6 декабря 2013 года проводя 19-ю защиту титула, неожиданно проиграл нокаутом малоизвестному южноафриканскому боксёру, Симпиве Ветьеке. Джон Впервые проиграл, и утратил многолетний титул чемпиона мира, который удерживал более 9 лет.